# Muralla medieval de Liria

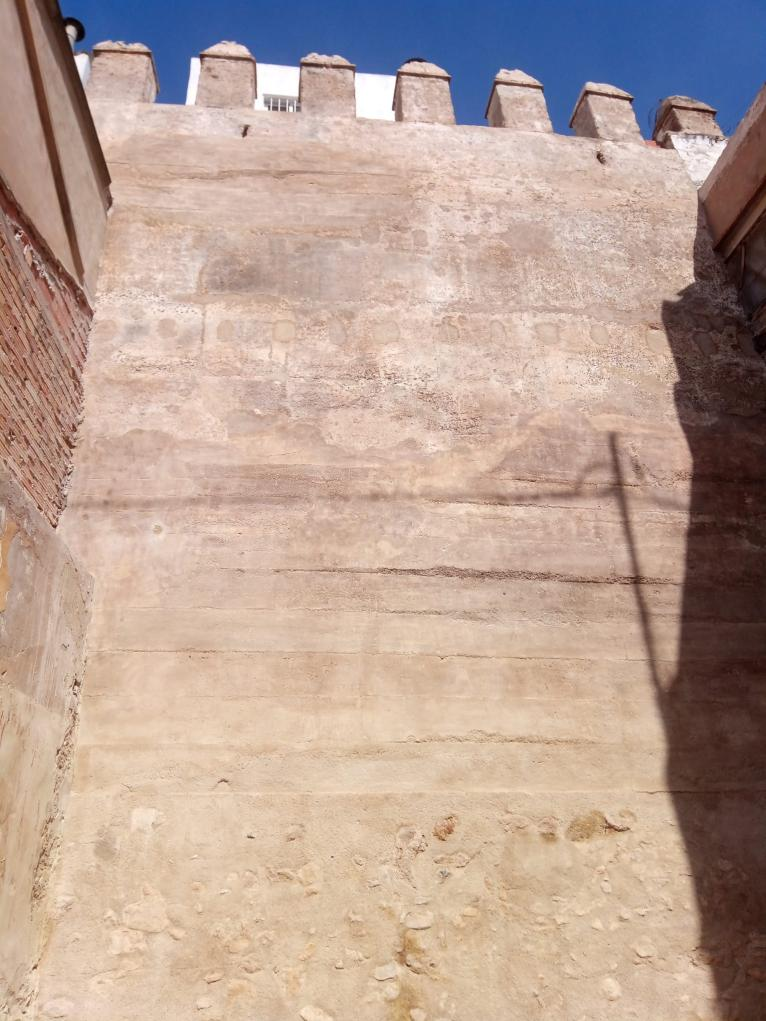
Lienzo visible de la muralla medieval con almenas en la calle Viriato (Liria, provincia de Valencia)

La muralla medieval de Liria está catalogada como bien de interés cultural, con código de identificación: 46.11.147-023, ya que no tiene anotación ministerial.

## Descripción histórico-artística
De la ciudad antigua de Liria se tiene constancia documentada de su existencia como núcleo de población, desde el siglo XI, momento en el que aparece mencionada por primera vez en las Crónicas del Cid en el año 1090, con motivo del asedio de Rodrigo Díaz de Vivar por el impago de las parias, correspondientes a dicho año. Más tarde, en el siglo XII la ciudad es nuevamente mencionada por Ibn al-Abbar con el nombre de Lyria. No se vuelve a tener ningún tipo referencia sobre la ciudad hasta el Llibre del Repartiment, única fuente disponible para conocer la configuración urbana de Liria en los momentos inmediatos a la conquista cristiana del rey Jaime I en 1239.
Tras la Reconquista, los cristianos siguen utilizando las murallas árabes, que luego se ampliarán y reformarán, como consecuencia del crecimiento demográfico y la llegada de nuevos pobladores. Así, el mismo Consejo de la Ciudad durante la primera mitad del siglo XIV promulga diversos decretos con la finalidad de recaudar fondos para reparar y reedificar la muralla. La ampliación se hizo al menos por el lado sureste, destacando el llamado “Portal de la Traición”, por ser considerado el mejor exponente de la arquitectura mudéjar de ese momento. Además a la muralla islámica se le añaden almenas. A partir del siglo XVII, debido a su progresivo abandono, se procede a la demolición de parte de la muralla, mientras que otros lienzos de la misma acaban formando parte de las viviendas que se construían a su alrededor. Solo conocemos la muralla islámica por algunas descripciones formales del recinto, con grandes torres, posiblemente relacionadas con puertas o ángulos de la fortificación, y entre ellas torreones de dimensiones más pequeñas; ya que apenas se conservan restos constructivos. La única puerta conocida de la muralla es la denominada “Porta Ferrissa”. Liria conserva importantes restos de la muralla medieval, especialmente destacables son los de las calles de Viriato y de San Juan de Mata. Es una obra realizada fundamentalmente con tapial de tierra con torres reforzadas con sillería de época romana reutilizada en sus ángulos. Cerrando el recinto fortificado estaba situada la alcazaba, residencia del cadí o gobernador.
En 2021 finalizan los trabajos de restauración y recuperación del Portal de la Traïció (Portal de la Traición) una de las dos puertas que actualmente se conservan del recinto amurallado producto de la ampliación motivada por la Guerra con Castilla ( Guerra de los dos Pedros). En esta puerta destaca la presencia de arcos de herradura apuntados o túmidos (el de la parte posterior se trata de una conjetura arquitectónica pues no se documenta el trazado original posterior del portal).

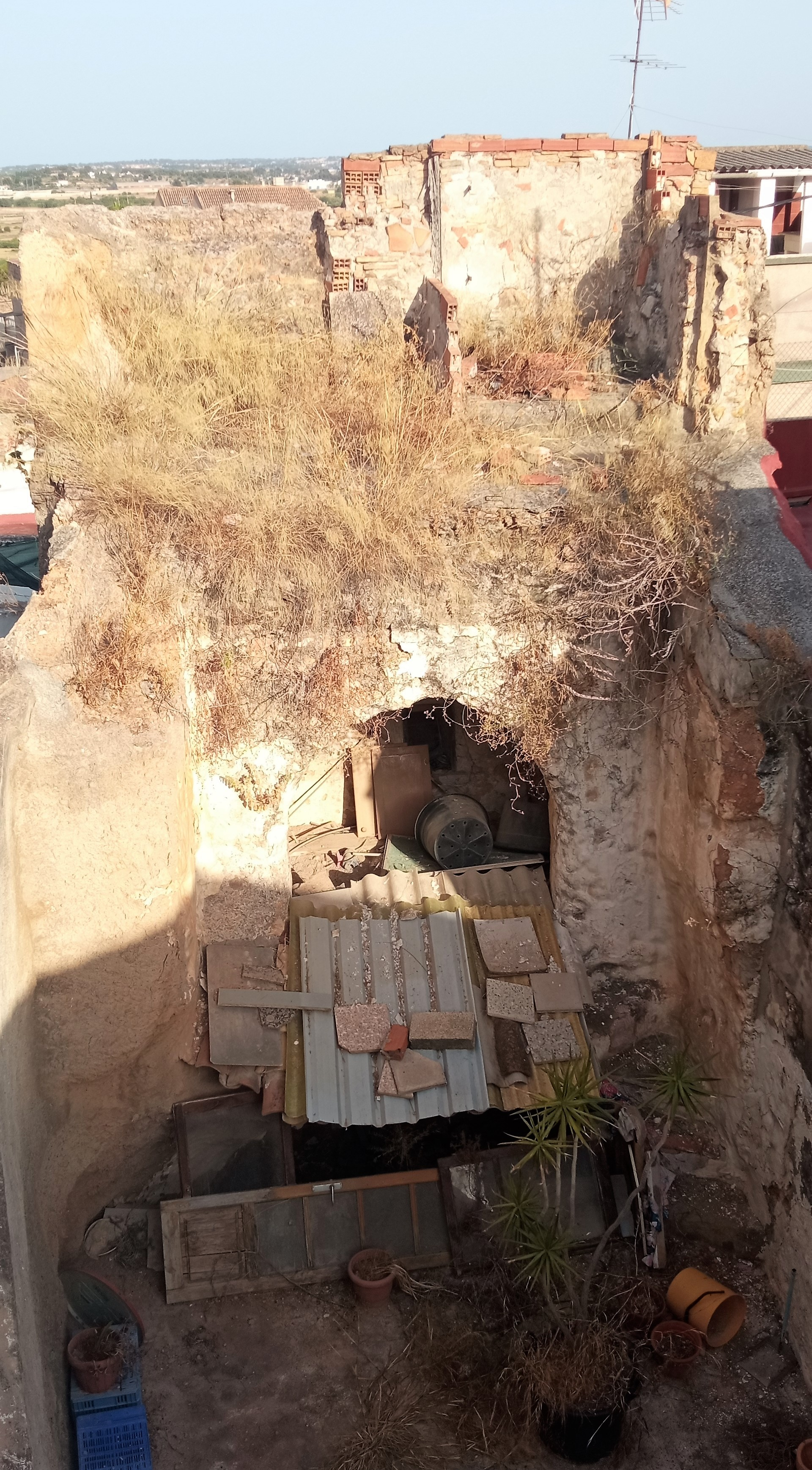
Portal de València o dels Jueus, conservado en pésimas condiciones. Fotografía: Francesc Rozalén. Any 2022. Arxiu FRI.

La otra puerta existente, construida en la ampliación del recinto original andalusí producida en el siglo XIII,  el Portal de València o dels Jueus (Portal de València o de los Judíos) se conserva junto al lienzo de la calle Viriato.

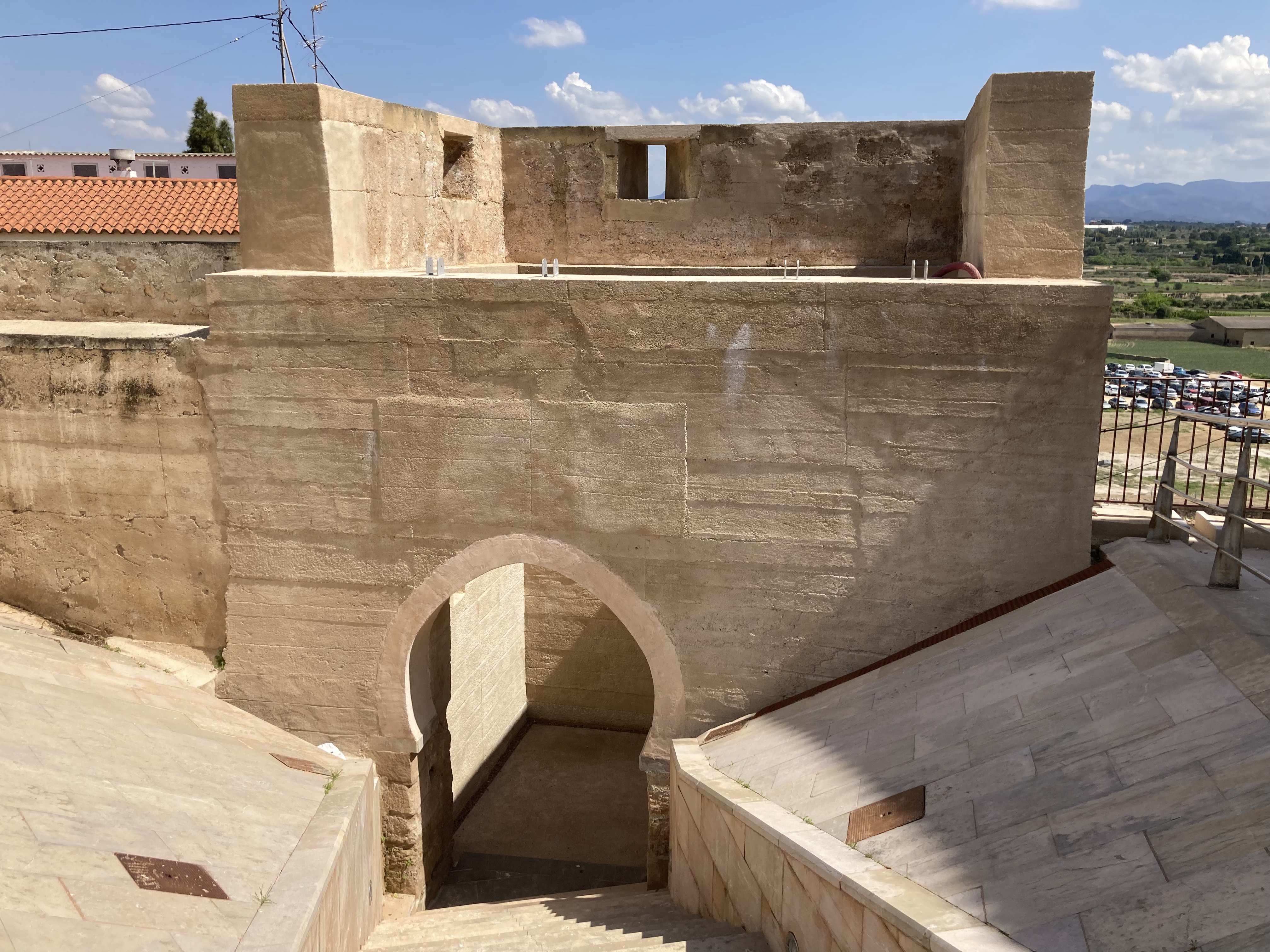
Parte posterior del Portal de la Traición de la muralla de Liria.

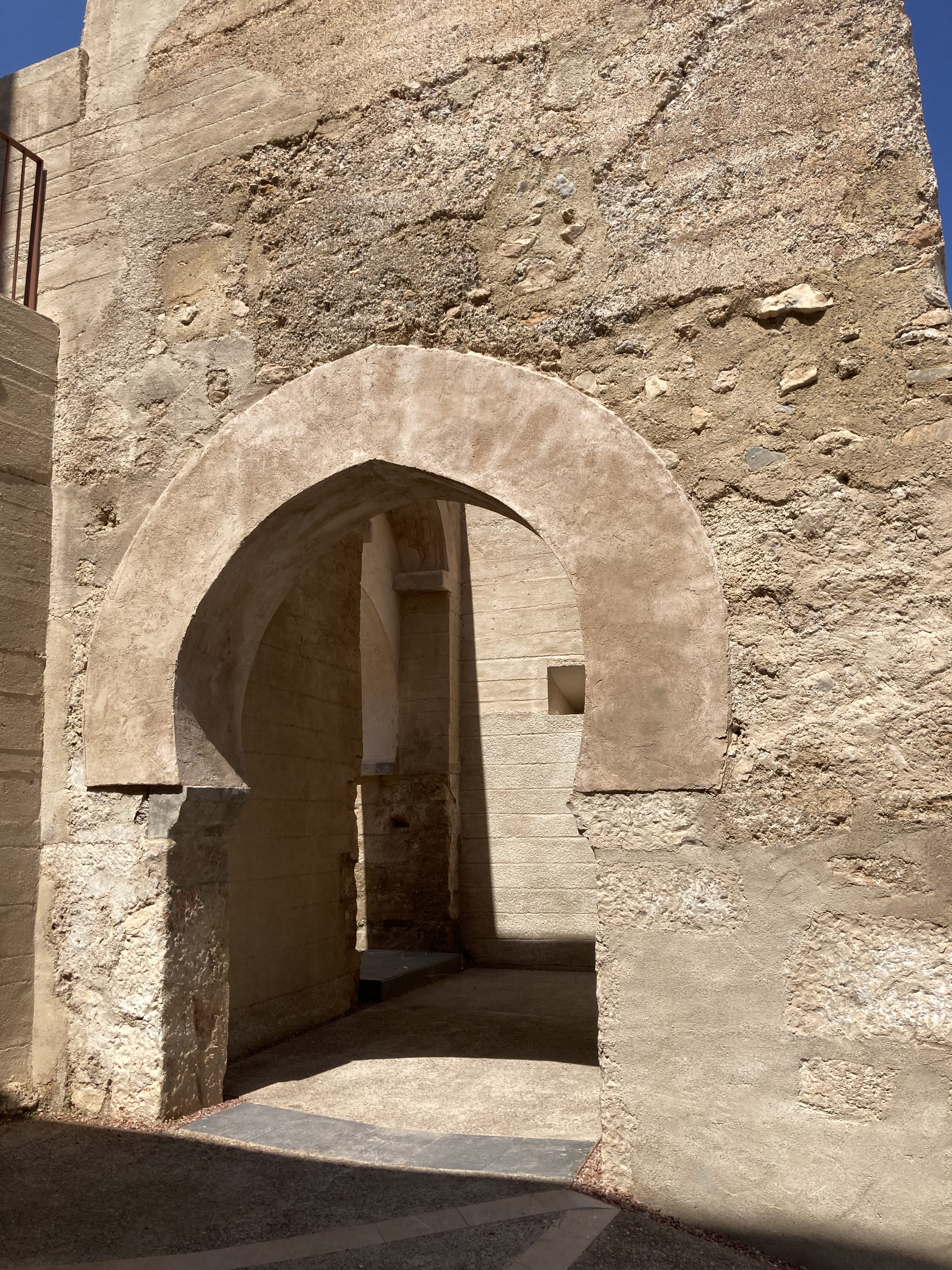
Arco de herradura apuntado o tumido en el acceso exterior del Portal de la Traición de la muralla de Liria.

En mayo de 2024, tras un diminuto derrumbe a causa de las filtraciones de agua de lluvia, la muralla conservada en la calle Viriato de Liria fue objeto de restauración y consolidación por parte del Ayuntamiento de Liria.